# Aspitates stschurovskyi
Aspitates stschurovskyi är en fjärilsart som beskrevs av Nicolas Grigorevich Erschoff 1874. Aspitates stschurovskyi ingår i släktet Aspitates och familjen mätare. Inga underarter finns listade i Catalogue of Life.